# Una nobile causa
Una nobile causa è un film del 2016 diretto da Emilio Briguglio.

## Trama
Gloria vince un milione di euro alle slot machine. Passata l'euforia del primo momento, suo marito Giulio e i suoi figli, Stella e Bernardo, temono che la donna, conclamata ludopatica, possa sperperare l'ingente somma. 
La convincono così a consultare uno specialista, il dottor Aloisi, che dovrebbe aiutarla a controllare la sua dipendenza dal gioco. Per metterla in guardia sui pericoli della compulsività, il luminare le racconta la storia di un giovane aristocratico, Alvise, che si è ridotto in miseria a causa della sua ludopatia. 
Con enorme sollievo dei suoi parenti, Gloria sembra trarre grandi benefici dall'incontro con il dottor Aloisi, ma non tutto è come sembra e un imprevedibile colpo di scena ribalta completamente la situazione.

## Distribuzione
Il trailer ufficiale del film è stato pubblicato l'8 aprile 2016 ed il film è stato distribuito a partire dal 26 maggio 2016.